# 宗正丞
宗正丞，中国古代官职，为宗正的副职。
秦朝、西汉为宗正副贰，俸秩千石，为宗正之副，协助管理皇族外戚事务，参与审判宗室诏狱，由宗室充任。汉平帝元始四年（4年）改宗正为宗伯后，废除宗正丞。东汉复置，秩比千石。
曹魏、晋朝、南朝沿置，有时以他姓暂代。曹魏、晋朝、刘宋七品，南梁四班，南陈八品、六百石。北魏、北齐时，宗正丞是大宗正丞省称。
隋朝、唐朝、五代设为宗正寺佐官，次于宗正少卿，二员，主管本寺日常公务。也称宗正寺少卿。隋朝初年正七品，隋炀帝改为从五品，唐朝时从六品上。唐高宗、武则天时随宗正寺改名司宗丞、司属丞，唐中宗神龙革命后复旧。唐玄宗开元二十年（732年）后全用宗室充任。
北宋沿置，开始是五品寄禄官，另派宗姓朝官以上知丞事，处理日常事务。宋真宗大中祥符九年（1016年）以后，又作差遣，任命郎中以下兼任。如卿、少卿缺，则代理寺务。宋神宗元丰改制后，开始改为职事官，佐理寺务，并不专用宗室，从七品。南宋有时设置有时废除。辽朝为南面官，没有具体职掌。